# Metius Falconius Nicomachus
Metius Falconius Nicomachus stond op de tweede plaats op de rol van consulaire senatoren na de dood van Aurelianus. Zijn toespraak, waarin hij Marcus Claudius Tacitus aanmoedigde om het purper te accepteren, is bewaard gebleven bij Vopiscus (Tacit. 6.).

## Referentie
- W. Ramsay, art. Nicomachus, Mettius Falconius, in W. Smith, A dictionary of Greek and Roman biography and mythology, Londen, 1873, p. 1195.